# Garden (SAYAKAの曲)
「garden」（ガーデン）は、SAYAKA（現：神田沙也加）の2枚目のシングル。2003年8月20日にSony Recordsより発売された。
自身2番目のヒット曲である。

## 解説
- 前作から一年ぶりとなったシングルで、表題曲は初めて作詞・作曲を担当した[2][3]。
- カップリング曲「Believe again」は第82回全国高等学校ラグビーフットボール大会の大会イメージソングで、CD化の要望を受けて収録。PVも存在する。
- オリジナル・カラオケは収録されていない。
- 初回限定盤はデジパックが採用され、ジャケットも通常盤とは異なる。
- CCCD仕様でリリースされた。

## 収録曲
全曲作詞：SAYAKA。
1. garden (4’ 58”)
作曲：SAYAKA／編曲：tasuku
2. Believe again (4’ 34”)
作曲：奥田俊作／編曲：松岡モトキ
  - 第82回全国高等学校ラグビーフットボール大会イメージソング。
3. Mermaid (5’ 03”)
作曲：林浩司／編曲：鳥山雄司